# Folkets århundrade
Folkets århundrade (engelska: People's Century) var ett brittiskt TV-dokumentärprogram. Det handlade om 1900-talet. Sändes i SVT under perioden 26 juni 1997-10 oktober 1998.
Serien tilldelades priset International Emmy Award.

### Fotnoter
1. ↑  ”Folkets århundrade”. Svensk mediedatabas. http://smdb.kb.se/catalog/search?q=%22Folkets+%C3%A5rhundrade%22+typ%3Atv&sort=OLDEST. Läst 15 november 2012.